# Thelypteris palustris
La falguera dels pantans, (Thelypteris palustris) és una espècie de falguera de la família de les Thelypteridaceae. Tal com el seu nom suggereix en llatí (palustris), es troba en els marges d'estanys i altres llocs humits.
Es tracta d'una espècie d'àmplia distribució al centre d'Europa. També es troba a l'estany de Banyoles: és un dels pocs reductes mediterranis, a més de ser l'única espècie protegida estrictament per l'article 9 de la Llei 12/1985, d'espais naturals dins el PEIN.
El Consorci de l'Estany de Banyoles i el SIGMA —en col·laboració amb la UdG i la Diputació de Girona— estan treballant per propagar l'espècie al voltant de l'estany.